# هاتون (داکوتای شمالی)
هاتون(به انگلیسی: Hatton) شهری در ایالت داکوتای شمالی کشور ایالات متحده آمریکا است که جمعیت آن در سرشماری سال ۲۰۱۰ میلادی، ۷۷۷ نفر بوده‌است.